# Belle Fourche-Cheyenne Valleys, Nam Dakota
Belle Fourche-Cheyenne Valleys là một xã thuộc quận Meade, tiểu bang Nam Dakota, Hoa Kỳ. Năm 2010, dân số của xã này là 1839 người.